# Latibex Top
Le FTSE Latibex Top est un indice boursier de la bourse de Madrid. Il se compose de 15 des principales capitalisations boursières d'Amérique latine, qui font également partie du Latibex All Share.

## Composition
Au 12 août 2011, le FTSE Latibex Top se composait des titres suivants :
| Symbole  | Société        | Poids indiciel | Pays    | Secteur                    |
| -------- | -------------- | -------------- | ------- | -------------------------- |
| XAMXL SM | América Móvil  | 10.42 %        | Mexique | Télécommunications         |
| XBBDC SM | Banco Bradesco | 10.16 %        | Brésil  | Finance                    |
| XELTB SM | Eletrobras     | 3.86 %         | Brésil  | Services aux collectivités |
| XCMIG SM | CEMIG          | 7.25 %         | Brésil  | Services aux collectivités |
| XCOP SM  | Copel          | 3.2 %          | Brésil  | Services aux collectivités |
| XEOC SM  | Endesa         | 5.97 %         | Chili   | Services aux collectivités |
| XENI SM  | Enersis        | 5.74 %         | Chili   | Services aux collectivités |
| XGGB SM  | Gerdau         | 6.48 %         | Brésil  | Matériaux                  |
| XEKT SM  | Grupo Elektra  | 5.45 %         | Mexique | Consommation cyclique      |
| XNOR SM  | Banorte        | 6.71 %         | Mexique | Finance                    |
| XGMD SM  | Grupo Modelo   | 3.89 %         | Mexique | Consommation non cyclique  |
| XPBRA SM | Petrobras      | 9.57 %         | Brésil  | Énergie                    |
| XTMXL SM | Telmex         | 6.96 %         | Mexique | Télécommunications         |
| XUSI SM  | Usiminas       | 4.32 %         | Brésil  | Matériaux                  |
| XVALP SM | Vale           | 10.01 %        | Brésil  | Matériaux                  |